# Juillé (Sarthe)
Juillé – miejscowość i gmina we Francji, w regionie Kraj Loary, w departamencie Sarthe.
Według danych na rok 1990 gminę zamieszkiwało 431 osób, a gęstość zaludnienia wynosiła 75 osób/km² (wśród 1504 gmin Kraju Loary Juillé plasuje się na 884. miejscu pod względem liczby ludności, natomiast pod względem powierzchni na miejscu 1163.).